# Єфимовські
Єфимовські (рос. Ефимовские) — російський графський рід, що походить від рідної сестри Імператриці Катерини I. Іван Михайлович і Андрій Михайлович Єфимовський були зведені імператрицею  Єлизаветою Петрівною в 1742 році в графський титул. Батько їх Михайло Юхимович Єфимовський в 1725 році виїхав до Росії з Польщі та в 1727 році нагороджений селами. Рід внесений до V частини родоводу книги Московської та Орловської губерній.

## Опис герба
Щит розділений на чотири частини, посеред якого в червоному щитку горизонтально означена смуга, складена з блакитних і срібних шахів і золота шабля, вістрям звернена вгору. У першій і четвертій частинах , в золотому полі, видно до половини вилітає чорний двоголовий коронований орел. Друга і третя частини розрізані начетверо , складають хрестоподібно червоне і срібне поля , з зображенням у червоному полі по чотири одна над другою золоті лупи рогами вгору , а на сріблі по три червоного кольору троянди ; посередині ж цих двох частин в золотому щитку знаходиться по одному жайворонку .Весь щит покритий графською короною , на поверхні якої поставлений шолом , увінчаний дворянською короною зі страусовим пір'ям , на яких видно золотий місяць і над пір'ям червона троянда.  Намет  на щиті блакитного , червоного і чорного кольорів , підкладений золотом в сріблом. Щит тримають два страуса. Герб роду графів Єфимовських внесений до Частини 7 Загального гербовника дворянських родів Всеросійської імперії, стор 3.